# Sperchios
Sperchios (řecky Σπερχειός) nebo také Alamana je řeka v Řecku. Je dlouhá 80 km a její povodí zaujímá plochu 1830 km².
Pramení na úbočí hory Tymfristos v Euritánii. Protéká krajem Fthiótida a vlévá se do Malijského zálivu Egejského moře. Na řece leží město Makrakomi, hlavními přítoky jsou Rustanitis a Gorgopotamos. Nedaleko ústí řeky se nachází proslulá soutěska Thermopyly. Na dolním toku se nacházejí bažiny, chráněné v rámci programu Natura 2000. Naplaveniny řeky zde posouvají hranici mezi pevninou a mořem, část toku byla ve dvacátém století kanalizována.
Staří Řekové zde uctívali stejnojmenného říčního boha, jehož synem byl Achillův druh Menesthios. Na horním toku žili Ainianové, v ústí řeky vzniklo město Antikyra. Oblast kolem Sperchia byla v antice známá produkcí léčivé čemeřice. Nedaleko Lamie proběhla 16. července roku 977 bitva u Spercheia, v níž Byzantinci porazili bulharského cara Samuela I. Bojovalo se zde také za řecké osvobozenecké války i za druhé světové války.
V letech 1830 až 1832 tvořila řeka hranici mezi nezávislým Řeckem a Osmanskou říší.